# Miara asymetrii rozkładu
Miara asymetrii rozkładu to taka miara rozkładu, która dostarcza informacji na temat symetrii rozkładu lub jej braku. 
Do przykładowych miar asymetrii rozkładu należą:
- Współczynnik asymetrii
- Trzeci moment centralny
- Współczynnik skośności